# Lamelligomphus tutulus
Lamelligomphus tutulus – gatunek ważki z rodziny gadziogłówkowatych (Gomphidae).